# SIGNAL (canción de KAT-TUN)
«SIGNAL» es una canción escrita por Ma-saya, Joker, Joey Carbone, Lisa Huang y Akira para el segundo sencillo y segundo álbum de estudio de la boy band japonesa KAT-TUN. Fue lanzado el 19 de julio 2006 en Japón y se convirtió en el segundo número uno consecutivo del grupo en la lista de Oricon.

## Lanzamiento y promoción
El sencillo fue lanzado en dos ediciones, una ediciión regular con versiones instrumentales de todas las canciones y una edición limitada que contiene las canciones y el video musical de la canción y un cortometraje de la realización del video musical. El sencillo se utilizó en un comercial de NTT DoCoMo FOMA "9 Series" para celulares donde todos los miembros de KAT-TUN participaron.
KAT-TUN interpretó la canción en la televisión por primera vez en Utawara, un talk show de variedad cuando ya eran habituales junto a su senpai Jun Matsumoto de Arashi el 16 de julio de 2006. Cantan en Fuji TV Hey! ¡Eh!! ¡Eh!! Music Champ un día después e hicieron su segunda aparición en Utaban de Masahiro Nakai el 20 de julio. KAT-TUN canta en Music Station el 21 de julio y dos días después regresá a Utawara, donde se presentaron dos semanas seguidas siendo en este último un popurrí de "Six Senses", "Real Face" y el sencillo en sí.
Otras posteriores fueron en Utawara el 1 de octubre y 26 de noviembre este último es un popurrí que mezcla "SIGNAL", "Shorty" y "Understandable" y Shōnen Club el 5 de noviembre con la presentación sola de Yuichi Nakamaru.

## Listas y recepción
Tras el enorme éxito de su sencillo debut "Real Face", "SIGNAL" fue lanzado el 19 de julio de 2006 y continuó sus éxitos de la banda en el Oricon cuando debutó en el número 1 superando a Koichi Domoto con su sencillo doble del lado a "Deep in Your Heart/+Million But -Love" de la venta de 450.752 copias en su primera semana. La canción fue certificado como la quinto mejor canción en ventas de 2006 en Oricon con la venta de 566 233 copias en el final de su carrera de éxitos. El sencillo fue premiado en el 21 Japan Gold Disc Awards cuando se colocó en el "Best 10 Singles (Domestic)" junto en la lista con "Real Face" y "Bokura no Machi de".

## Lista de pistas
- Edición Normal

| N.º | Título | Escritor(es) | Duración |  |

- Edición Limitada

| N.º | Título | Duración |  |